# 新疆石河子职业技术学院
新疆石河子职业技术学院是位于中国新疆维吾尔自治区石河子的一所普通大专院校。经自治区人民政府批准、教育部备案的一所高等职业技术学院。是兵团唯一一所独立设置的高职学院，是“国家100所示范 性高等职业院校”、“国家高技能人才培养示范基地”、“中国素质教育先进示范院校”、“兵团对外派遣人才培养基地”。

## 教学
学院具有化工、食品、机械、电子电工、自动化控制、节水灌溉等专业实验实训基地。开设39个高职专业，建成4个国家级实验实训基地，5个省级实训基地，64个校内实验实训基地，200多个校外实训基地；设有国家职业技能鉴定所，可对25个专业工种进行中、高级以上的职业技能鉴定。